# 小平井久重
小平井 久重 (おびらい/こひらい ひさしげ、生年不詳 - 1181年) は、平安時代後期の伊豆国平井郷の武士 。紀六久重とも。

## 人物
『吾妻鏡』には「小平井の名主紀六久重」とあり、紀氏出身であると考えられている。治承4年（1180年）石橋山の戦いでは平家方に属し、早河のあたりで北条宗時を射殺した 。行方をくらますも、養和元年1月(1181年)、工藤景光に捕らえられ、4月に晒し首となる 。